# Ciechanów
Ciechanów is een stad in het Poolse woiwodschap Mazovië, gelegen in de powiat Ciechanowski. De oppervlakte bedraagt 32,84 km², het inwonertal 46.274 (2005).

## Verkeer en vervoer
- Station Ciechanów
- Station Ciechanów Miasto

## Geschiedenis
Voor de Tweede Wereldoorlog had Ciechanów een grote joodse gemeenschap. Tijdens de oorlog werden door de Duitsers in het kasteel vele Poolse joden en verzetsstrijders geëxecuteerd. De stad werd door de Duitsers in 1939 geannexeerd en omgedoopt in Zeichenau. Het werd de hoofdstad van het Regierungsbezirk Zichenau, dat weer deel uitmaakte van Oost-Pruisen. Ciechanów moest worden bevolkt met Duitse kolonisten, de Duitsers wilde geheel Ciechanów met uitzondering van het kasteel en de parochiale kerk slopen en opnieuw opbouwen. Het gebied werd na de oorlog teruggegeven aan Polen.

## Bezienswaardigheden
Ciechanów heeft de volgende bezienswaardigheden:
- Ruïne van het gotische bakstenen Kasteel van de Mazovische vorsten (1420-1430)
- Gotische Maria-Boodschapkerk (eerste helft 16de eeuw, herbouwd in de 17de eeuw)
- Parochiale Maria-Geboortekerk (16de eeuw)
- Neogotisch stadhuis (19de eeuw)

## Geboren
- Dorota Rabczewska (1984), zangeres
- Kasia Struss (1987), model
- Łukasz Wiśniowski (1991), wielrenner